# フリーキン・ユー
フリーキン・ユー（Freek'n You）は、1995年に発表されたJodeciのシングル。同年発売のアルバム『The Show, the After Party, the Hotel』のファースト・シングルとして発売され、60万枚以上のセールスを記録し、これまで多くのシンガーにカバーされてきた人気曲である。

## メディアでの起用
本作は2018年10月、荒木飛呂彦原作の漫画『ジョジョの奇妙な冒険』を原作とするテレビアニメ『ジョジョの奇妙な冒険 黄金の風』の第1弾エンディングテーマとして起用された。
ネット上には「原作の連載時期に流行っていた曲をもってくるとは！」といった選曲への驚きの声が多く投稿され「JODECI」が一時Twitterの日本のトレンドで2位まで上昇した。放送後には「Freek'n You」はiTunesのR&Bソングランキングで1位を記録し、ダウンロード数は前日比200倍、ストリーミング数では2000倍という驚異的な伸びを記録した。
10月31日にはSpotify「バイラルトップ50」にてデイリー・チャート2位（10月27日、29日付）、ウィークリー4位をそれぞれ獲得した。
また2019年4月10日に発売されたベストアルバム『BEST OF JODECI』のジャケットには、同部の主人公「ジョルノ・ジョバァーナ」の描き下ろしイラストが採用された。